# Nosferattus
Nosferattus Ruiz & Brescovit, 2005 è un genere di ragni appartenente alla famiglia Salticidae.

## Etimologia
Il nome risulta dalla fusione del termine Nosferatu, termine che richiama un celebre vampiro, col suffisso -attus, caratteristico di vari generi della famiglia Salticidae, un tempo denominata Attidae.

## Caratteristiche
Questo genere è verosimilmente correlato ad Aillutticus per varie peculiarità in comune, fra le quali un cefalotorace largo e innalzato come postura, di forma arrotondata nella parte posteriore degli occhi e leggermente convesso in quella anteriore.

## Distribuzione
Le cinque specie oggi note di questo genere sono state rinvenute in varie località del Brasile: la N. aegis nello Stato di Tocantins, la N. ciliatus e la N. discus nello Stato di Maranhão, la N. palmatus nel piccolo Stato di Sergipe e infine la N. occultus rinvenuta nello Stato di Ceará e nel Maranhão.

## Tassonomia
A dicembre 2010, si compone di cinque specie:
- Nosferattus aegis Ruiz & Brescovit, 2005 — Brasile
- Nosferattus ciliatus Ruiz & Brescovit, 2005 — Brasile
- Nosferattus discus Ruiz & Brescovit, 2005[2] — Brasile
- Nosferattus occultus Ruiz & Brescovit, 2005 — Brasile
- Nosferattus palmatus Ruiz & Brescovit, 2005 — Brasile